# Jan Schäfer
Jan Schäfer (Dresda, 18 ottobre 1974) è un canoista tedesco.
Ha fatto parte dell'equipaggio tedesco del K4 1000 m alle Olimpiadi Sydney 2000, vincendo una medaglia d'argento.

## Palmarès
- Olimpiadi

Sydney 2000: argento nel K4 1000 m.
- Mondiali

1999: bronzo nel K2 1000 m.
- Campionati europei di canoa/kayak sprint

Poznań 2000: oro nel K4 500m e nel K4 1000m.